# Bad City
Bad City és una pel·lícula japonesa protagonitzada per Hitoshi Ozawa estrenada el 20 de gener de 2023. És una pel·lícula d'acció escrita pel mateix Ozawa i dirigida per Kensuke Sonomura. S'ha doblat i subtitulat al català.